# Bracon histeromeroides
Bracon histeromeroides är en stekelart som beskrevs av Sarhan och Donald L.J. Quicke 1991. Bracon histeromeroides ingår i släktet Bracon och familjen bracksteklar. Inga underarter finns listade.